# Moschea del venerdì di Amol
La Moschea del venerdì di Amol  (in persiano: مسجد جامع آمل, Masjid-e-Jāmeh Amol) è la moschea comunitaria di Amol, città della Mazandaran in Iran.